# 穆瓦西-穆利诺
穆瓦西-穆利诺（法語：Moissy-Moulinot，法語發音：[mwasi mulino]）是法国涅夫勒省的一个市镇，属于克拉姆西区。该市镇由穆瓦西（Moissy）和勒穆利诺（Le Moulinot）两个村庄组成。

## 地理
穆瓦西-穆利诺（47°19'50"N, 3°41'53"E）面积2.81 平方千米，位于法国勃艮第-弗朗什-孔泰大區涅夫勒省，该省份为法国中部省份，北至约讷省，西北接卢瓦雷省，西接谢尔省，南至阿列省，东南接索恩-卢瓦尔省，东临科多尔省。
与穆瓦西-穆利诺接壤的市镇（或旧市镇、城区）包括：讷方丹、昂蒂安、吕阿日。

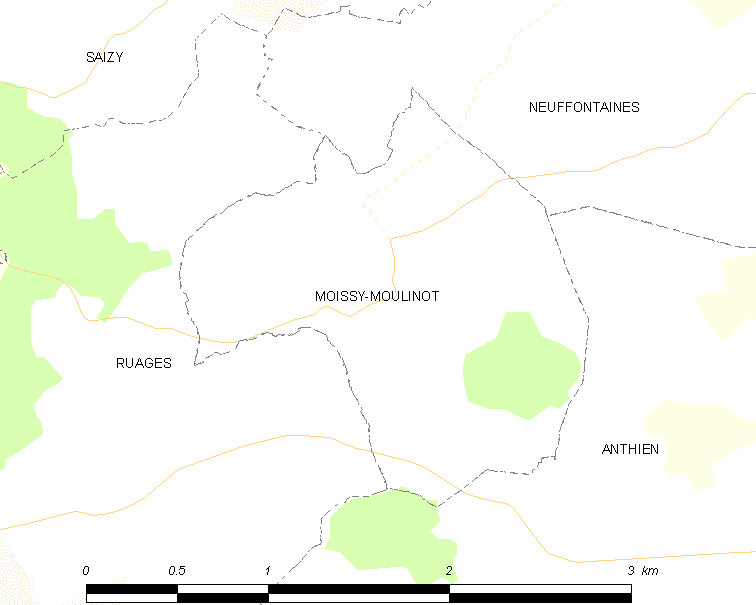
穆瓦西-穆利诺的OSM定位图

穆瓦西-穆利诺的时区为UTC+01:00、UTC+02:00（夏令时）。

## 行政
穆瓦西-穆利诺的邮政编码为58190，INSEE市镇编码为58169。

## 政治
穆瓦西-穆利诺所属的省级选区为克拉姆西县。

## 人口

1962-2008年间穆瓦西-穆利诺人口变化图示

穆瓦西-穆利诺于2022年1月1日时的人口数量为13人。